# Абу Сулейман Бенакети
Абу Сулейма́н ибн Даву́д Бенакети́ (перс. ابوسلیمان داود بن ابی‌الفضل بَناکَتی‎; ?—1330) — персидский историк и поэт, живший в эпоху Хулагуидов. Автор произведения «Сад учёных, об истории и родословиях» (Раузат-улы аль-албаб фи ма’рифат ат-таварих ва аль-ансаб). Бенакети также был связан со двором Хулагуидов. Сам он сообщает, что в 1302 году служил главным поэтом при дворе Газан-хана.

## Биография
Бенакети родился в Бенакенте, городе в Мавераннахре. Его лакабом было Фахр ад-Дин Бенакети. Был сыном религиозного учёного Тадж ад-Дина Абу-ль-Фадля Бенакети, известный своим произведением, «Китаб аль-майсур». У Бенакети также был брат по имени Низам ад-Дин Али Бенакети, который был выдающимся суфием. Бенакети был начитанным учёным и искусным поэтом; согласно его собственным сообщениям, он служил главным поэтом при дворе Хулагуидского правителя Газан-хана в 1302 году. Летом того же года Бенакети получил титул малик аш-шу’ара (Король поэтов) Газан-хана. Бенакети упоминается в «Тахкират аш-шуара» («Мемориал поэтов»), биографическом словаре, написанном Доулатшахом Самарканди.

## Работы

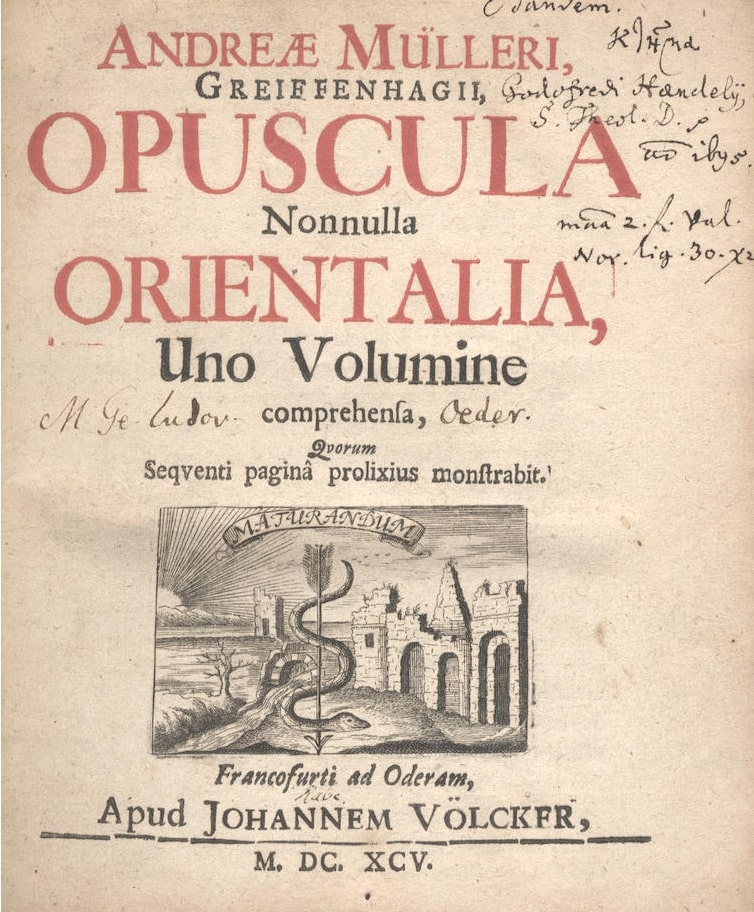
Работа Бенакети, написанная на латыни немецким китаеведом Андреасом Мюллером.

Абу Сулейман Бенакети написал в начале XIV века, на персидском языке, сочинение под названием: Раузат-улы аль-албаб фи ма’рифат ат-таварих ва аль-ансаб, то есть «Сад ученых», об истории и родословиях. Работа была завершена 31 декабря 1317 года и разделена на девять сегментов:
1. пророки и патриархи;
2. монархи древнего Ирана;
3. пророк Мухаммед и халифат;
4. иранские династии, существовавшие в тот же период, что и Аббасидский халифат;
5. евреи;
6. христиане и франки;
7. индийцы;
8. китайцы;
9. монголы.

Книга заканчивается началом правления последнего правителя Ильханидов Абу Саида Бахадур-хана (ум. 1316—1335). Последняя часть девятой части, считается первым источником о правлении Олджейту.
Доулатшах утверждает, что ни один другой историк не написал так много о Китае, Индии, евреях и Византии, как Бенакати.